# Tom Russell
Thomas George Russell, detto Tom (Los Angeles, 5 marzo 1947 o 1948), è un cantautore statunitense.
Appartenente alla scena musicale country del Texas nel suo stile personale sono presenti influenze folk, tex-mex e della musica dei cowboy.

## Biografia
Nato in California, dopo la laurea si trasferì in Nigeria dove rimase per un anno durante la guerra del Biafra. Si trasferì poi in Spagna, Norvegia e Portorico e poi a Vancouver in Canada dove iniziò la sua carriera di cantautore. Si trasferì poi in Texas dove formò un duo assieme a Patricia Hardin con cui esordì discograficamente nel 1976.
Durante la sua lunga carriera alcuni suoi brani sono stati interpretati da vari artisti famosi tra cui: Johnny Cash, The Texas Tornados, k.d. lang, Guy Clark, Joe Ely, Doug Sahm, The Sir Douglas Quintet, Jason Boland, Nanci Griffith, Katy Moffatt, Ramblin' Jack Elliott, Sailcat, Iris Dement, Dave Alvin, e Suzy Bogguss.
Oltre all'attività di musicista è appassionato di arte popolare, ha scritto un libro di citazioni con Sylvia Tyson, un romanzo giallo e un libro di lettere con Charles Bukowski.
Nel 1999 pubblicò l'album The Man From God Knows Whereispirato alla vita di alcuni suoi parenti emigrati in Europa.
Nel 2019 ha collaborato con il polistrumentista e cantante italiano Livio Guardi alla realizzazione del brano Guadalupe contenuto nel suo album Liv Gard aka Livio Guardi.

## Discografia
- 1976 - Ring of Bone (con Patricia Hardin)
- 1978 - Wax Museum (con Patricia Hardin)
- 1984 - Heart on a Sleeve
- 1986 - Road to Bayamon
- 1989 - Poor Man's Dream
- 1991 - Hurricane Season
- 1992 - Cowboy Real
- 1993 - Hillbilly Voodoo (con Barrence Whitfield)
- 1993 - Box of Visions
- 1994 - Cowboy Mambo (con Barrence Whitfield)
- 1995 - The Rose of San Joaquin
- 1997 - The Long Way Around
- 1997 - Song of the West
- 1999 - The Man from God Knows Where
- 2000 - All Around These Northern Towns
- 2001 - Borderland
- 2002 - Museum of Memories 1972-2002
- 2003 - Modern Art
- 2004 - Indians Cowboys Horses Dogs
- 2005 - Hotwalker
- 2005 - Raw Vision (The Tom Russell Band 1984-1994)
- 2006 - Love and Fear
- 2007 - The Wounded Heart of America
- 2008 - Lost Angels of Lyon - Live 1989 Lyon, France
- 2008 - Veterans Day: The Tom Russell Anthology (raccolta)
- 2009 - One to the Heart, One to the Head (con Gretchen Peters)
- 2009 - Blood & Candle Smoke
- 2010 - Cowboy'd All To Hell (1992 & 2010)
- 2011 - Mesabi
- 2013 - Aztec Jazz (con il Norwegian Wind Ensemble)
- 2013 - Museum of Memories VOL. 2: 1973-2013
- 2014 - Midway to Bayamon: The Lost Tapes 1985-1987
- 2014 - Tonight We Ride: The Tom Russell Cowboy Anthology (raccolta)